# Литтлтон, Оливер
Оливер Литтлтон (англ. Oliver Lyttelton, 1st Viscount Chandos) (15 марта 1893, Лондон — 21 января 1972, Лондон) — британский государственный и политический деятель, 1-й виконт Чандос (1954).

## Биография
Образование получил в Итоне и Тринити колледжах.
В августе 1914 года поступил в армию. В феврале 1915 года участвовал офицером в Первой мировой войне на Западном фронте в составе гренадерского гвардейского полка в Северной Франции, где встретился с Уинстоном Черчиллем ставшим его личным другом. К концу войны Литтлтон произведён в майоры.
После окончания войны занимался бизнесом и вскоре занял пост исполнительного директора British Metal Corporation.
В 1940 году избран по списку Консервативной партии членом палаты общин от Олдершота.
В октябре 1940 года премьер-министр Черчилль назначил Литтлтона президентом Торгового совета (министром торговли).
С июня 1941 года член «военного кабинета».
С 19 февраля по 19 марта 1941 года занимал пост министра-резидента на Ближнем Востоке.
С июля 1941 по февраль 1942 года находился в Египте в качестве государственного министра-резидента в Каире, фактически — личного представителя Черчилля.
С марта 1942 по июль 1945 года государственный министр военного производства, одновременно в мае-июле 1945 года президент Торгового совета.
В июле 1945 года после победы на выборах Лейбористской партии оставил работу в правительстве.
С 1945 по 1951 год председатель Ассоциации электрической промышленности.
С 1951 по 1954 год министр колоний.
С 1962 по 1971 год председатель совета Национального театра.
Автор мемуаров (1962).
Оливер Литтлтон умер 21 января 1972 года.

## Награды
Великобритания
- Орден Подвязки
- Орден «За выдающиеся заслуги»
- Военный крест

Иностранные
- Орден Суворова 1-й степени (СССР)